# Lycia buloveci
Lycia buloveci är en fjärilsart som beskrevs av Harrison 1916. Lycia buloveci ingår i släktet Lycia och familjen mätare. Inga underarter finns listade i Catalogue of Life.